# 1627
1627 (MDCXXVII) fue un año común comenzado en viernes según el calendario gregoriano.

## Acontecimientos
- 30 de julio: Un terremoto de 6,7 sacude la región italiana de Gargano provocando un tsunami que mató a 5.000 personas.
- Asedio de La Rochelle.
- Asedio de Groenlo: Federico Enrique de Orange-Nassau sitia y rinde la ciudad de Groenlo, durante la guerra de los ochenta años en los Países Bajos.
- Llegan los primeros colonos británicos a Barbados.
- Los indígenas caribes de la isla de Dominica resisten una invasión británica con éxito.
- El general Juan de Las Bolas se levanta en armas México.
- Batalla de Cangrejeras en Chile.
- Leganés se convierte en villa y marquesado.
- Desastrosa inflación en la Corona de Castilla.
- Urbano VIII designa a Santa Teresa de Jesús como Patrona de España.
- Establecimiento de la República de las dos orillas en Rabat y Salé (Marruecos).
- El Cardenal Richelieu suprime el cargo del Condestable de Francia (instaurado en 1060).
- Los franceses fundan Basseterre, actual capital de San Cristóbal y Nieves.
- Muere en el bosque de Jaktórow (Polonia) el último ejemplar conocido de uro euroasiático, especie de la que proceden prácticamente todas las razas domésticas de ganado bovino actuales.
- En el estado mexicano de Sonora, se funda el pueblo de San Javier de Arivechi, por el misionero jesuita Pedro Méndez.

## Ciencia y tecnología
- Johannes Kepler publica la Tabulae Rudolphine.
- Publicación póstuma de Villebrordi Snelli doctrinæ triangulorum canoniæ libri quatuor, de Willebrord Snel van Royen.

## Arte y literatura
- Tras una desastrosa inundación, se añade un canalón de oro macizo a la Kaaba de La Meca.
- Rimas y Prosas, de Gabriel Bocángel.
- La Vida y Purgatorio de San Patricio, de Juan Pérez Montalbán.

## Nacimientos
- Turhan Hatice Sultan, Madre de Mehmed IV y consorte principal del sultán Ibrahim I.
- 25 de enero: Robert Boyle, físico y químico angloirlandés (f. 1691)
- 29 de noviembre: John Ray, naturalista inglés (f. 1705)
- 3 de marzo: Miguel Mañara Vicentelo de Leca, caballero filántropo sevillano.
- Francisco Pérez Sierra pintor español nacido en Nápoles.

## Fallecimientos
- 22 de febrero: Oliverio van Noort, corsario neerlandés (n. 1558)
- 23 de marzo: Ludovico Zacconi, compositor italiano (n. 1555)
- 23 de mayo: Luis de Góngora y Argote, poeta y dramaturgo español (n. 1561)
- 28 de mayo: Eduardo de Braganza, primer marqués de Frechilla y Villarramiel (n. 1569)
- 11 de octubre: Bernardo de Balbuena, poeta español (n. 1562)
- 16 de diciembre: Sebastián Aguilera de Heredia, músico español (n. 1561)
- Jahangir, cuarto emperador mogol. Le sucede Shah Jahan.
- Juan de Mesa, escultor español.